# میک فولی
مایکل فرانسیس فولی (به انگلیسی: Michael Francis Foley) (زادهٔ ۷ ژوئن ۱۹۶۵) یک کشتی‌گیر حرفه‌ای بازنشسته آمریکایی، نویسنده، کمدین، بازیگر و صدا پیشه می‌باشد.
او در بسیاری از سازمان‌های کشتی حرفه‌ای فعالیت داشته‌است که از جمله آنها می‌توان به دبلیو دبلیو ای، ورلد چمپیونشیپ رسلینگ (دبلیو سی دبلیو)، اکستریم چمپیونشیپ رسلینگ (ای سی دبلیو) و توتال نانستاپ اکشن (تی ان ای) اشاره کرد.
فولی علاوه بر شخصیت حقیقی خودش در قالب شخصیت‌های متفاوتی ظاهر شده که به سه چهرهٔ فولی معروف است. این شخصیت‌ها شامل دود لاو، کاکتوس جک و منکایند می‌شوند.
فولی چهار بار قهرمان جهان شده (سه قهرمانی دبلیو دبلیو اف و یک قهرمانی سنگین‌وزن تی ان ای)، و یازده بار قهرمان گروهی جهان را کسب کرده (هشت قهرمانی گروهی دبلیو دبلیو اف و دو قهرمانی گروهی ای سی دبلیو و یک قهرمانی گروهی دبلیو سی دبلیو). در کنار این عناوین او اولین قهرمان هاردکور دبلیو دبلیو اف بوده و یکبار قهرمان اسطوره تی ان ای شده‌است.